# Rozenn Talec
Rozenn Talec, née le 25 juillet 1986 à Carhaix, est une chanteuse et auteure bretonne, spécialisée dans la chanson traditionnelle bretonne et notamment le chant alterné en kan ha diskan, typique de la musique à danser en langue bretonne. Elle se produit ainsi surtout en fest-noz mais également, dans le cadre de créations scéniques, en concerts et en festivals. Elle écrit des chansons en breton principalement.

## Biographie
Ayant grandi en Centre-Bretagne, à Saint-Hernin, Rozenn Talec s'intéresse à la culture du terroir montagne, autour de Spézet. Son père, Jean-Claude Talec, est un chanteur traditionnel et collecteur du répertoire de Centre Bretagne. Naturellement, la chanson bretonne lui est transmise de manière orale, imprégnée par le breton, les rythmes et mélodies. Elle approfondit sa connaissance du répertoire populaire en lisant les recueils de chansons et lorsqu'elle accompagne son père pour des collectages.
Dès l'âge de 14 ans elle chante en fest-noz avec lui, formant le duo Talec Tad ha merc'h. Ils enregistrent ensemble un album autour du répertoire collecté en Centre Bretagne : Marvailhoù (« collectages »). Bien qu'ayant baigné dans un environnement bretonnant, le breton n'est pas sa langue maternelle ; elle l'apprend au collège-lycée puis suit des études de breton à l'université de Rennes 2 et intègre l'IUFM dans le but de devenir enseignante bilingue. En 2006, elle perfectionne son breton durant 6 mois au sein de Stumdi, organisme de formation intensive en immersion à Landerneau. Elle se forme à la sophrologie, qu'elle adapte au monde de la musique. Elle transmet à son tour la culture bretonne, aux plus jeunes notamment, dans des écoles de musique où elle enseigne le chant.

### Duos
Rozenn Talec chante en duo avec d'autres voix féminines comme Mari Stervinou à partir de 2003, Lina Bellard à partir de 2008 et Anne Le Brigant à partir de 2013. Pour perfectionner son chant, la chanteuse Marthe Vassallo lui a fait travailler la technique vocale pendant deux ans.  
Avec la harpiste Lina Bellard, ancienne élève également de la Kreiz Breizh Akademi, elle monte le spectacle Jagrinañ, qui donne lieu à l'enregistrement d'un EP en 2009, avec la participation de Yann-Fañch Kemener en voix parlée. En 2014, le duo sort son premier album, Leiz an dorn,. Pour la saison 2015-2016, elles intègrent le réseau Bretagne(S) World Sounds, à l'initiative d'une tournée commune avec un duo danois, en Bretagne et au Danemark ainsi qu'en Suède.  

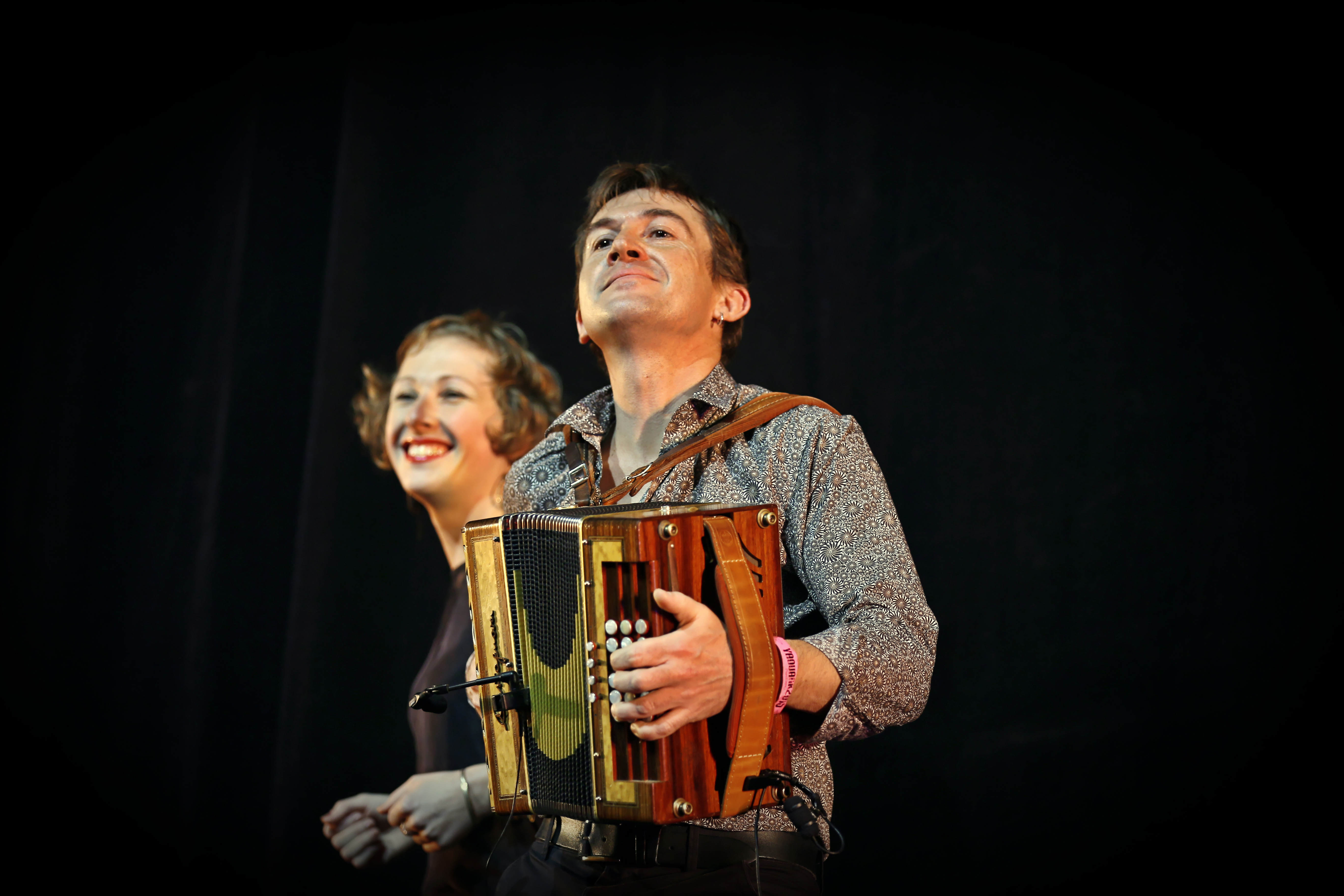
Yannig Noguet à l'accordéon, lors du festival Yaouank 2015, avec qui elle forme un duo depuis 2010.

Lors d'un fest-noz en mai 2010, Rozenn Talec rencontre Yannig Noguet, accordéoniste de Gilles Servat et Gérard Delahaye ayant également collaboré avec Denez Prigent. Ils décident de commencer une aventure musicale ensemble et forment un duo. Après avoir animé de nombreux fest-noz, le duo sort un premier album, Mouezh an Diaoul (la voix du diable), en avril 2013, produit par Coop Breizh. Cette création reçoit les prix du jury et prix jeune artiste du prix musical Produit en Bretagne 2014 et l'album est nommé aux Prizioù de France 3 Bretagne.
En 2015, le second album Gali Galant comporte essentiellement des paroles écrites par Rozenn Talec (Pardon Kledenn est écrite par son arrière-grand-père au sujet de la Grande Guerre). et des compositions de Yannig Noguet, avec une mise en scène de Nolwenn Korbell. De cet album découle un spectacle cabaret mis en scène par Néry Catineau, présenté à « Bretagne en scène », puis au « Chaînon Manquant » à Laval. La tournée qui suit cet album permet au duo à la fois de se produire en fest-noz, dont celui du festival Yaouank à Rennes qui réunit 8 000 danseurs, et sur diverses scènes comme au festival des Vieilles Charrues, festival interceltique de Lorient, festival du chant de marin...
En 2018, Rozenn Talec forme un quartet avec Yannig Noguet, le saxophoniste Timothée le Bour et le claviériste Julien Padovani. Accompagnée par le festival de Cornouaille, cette création est suivie par la sortie d'un album : Dindan dilhad dindan (litt. « sous les dessous ») sorti en 2019. Après une tournée de concerts et festivals, l'album remporte en mai 2020 les Prizioù de France 3 Bretagne dans la catégorie meilleur album chanté en breton.

### Collectifs

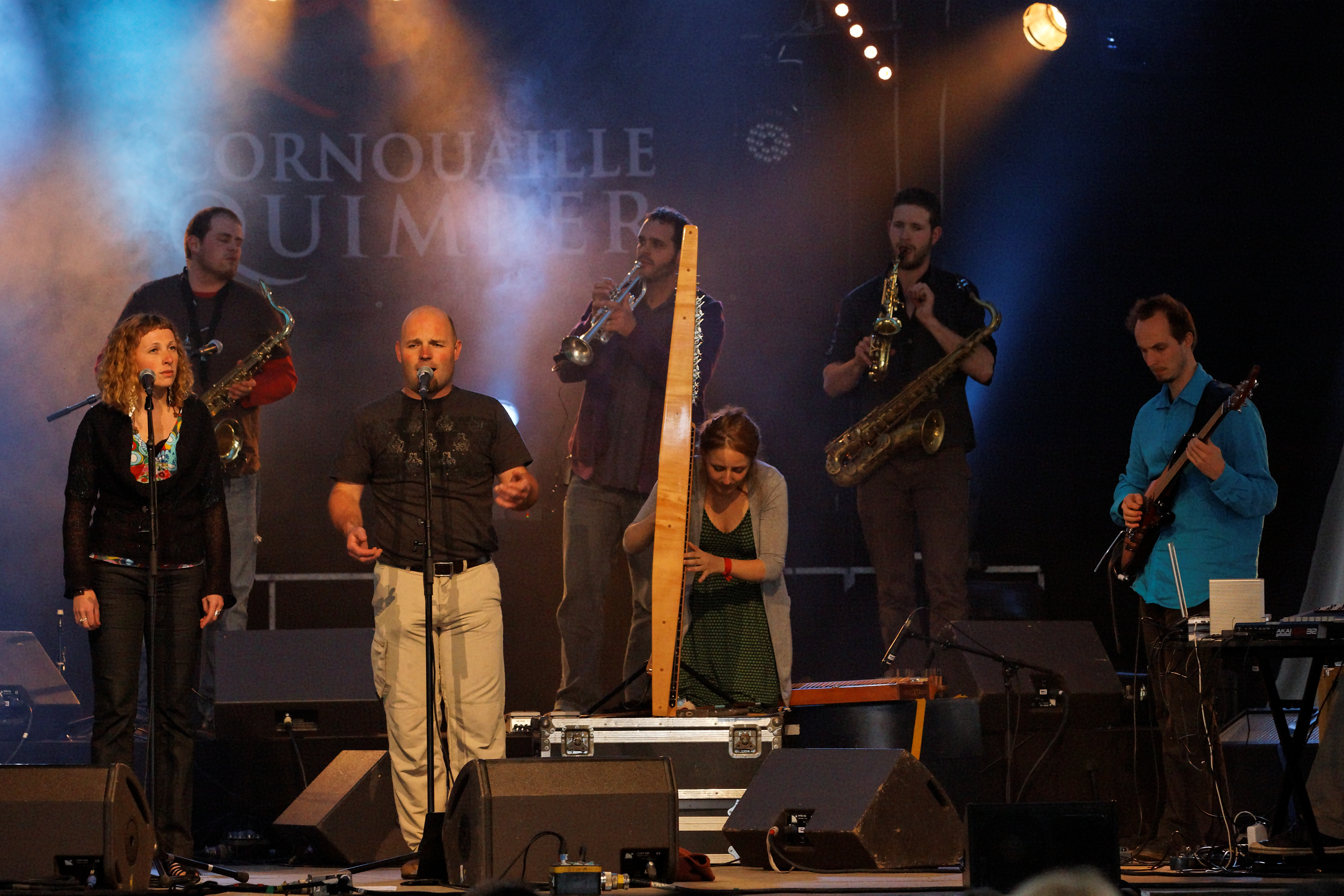
Rozenn Talec en concert avec la Kreiz Breizh Akademi 3 en 2011.

En février 2010, Rozenn Talec intègre la Kreiz Breizh Akademi, une école de musique modale dirigée par le chanteur Erik Marchand. Cette expérience professionnelle de 24 mois lui permet de travailler autour d'un spectacle et d'un album, Elektridal, et d'être accompagnée par différents musiciens internationaux (Ibrahim Maalouf, Bojan Zulfikarpasic, Karim Ziad, Titi Robin, Rodolphe Burger).
À partir de 2011, Rozenn Talec part chaque année à la rencontre de chanteurs populaires : en Inde (pendant un mois avec la chanteuse indo-bretonne Parveen Sabrina Khan, avec qui elle forme un duo), Grèce, Turquie, Hongrie. Avec Yannig Noguet elle réalise une tournée en Allemagne et en Pologne en novembre 2014.
En 2012 elle intègre la création Kerham d’Yves Ribis (ex-Glaz) orchestrée par Christophe Peloil, musicien du groupe Tri Yann. Fin 2015, elle rejoint le groupe du couple de sonneurs Bodénes-Hamon pour un spectacle qui donne naissance à l'album Daou Don Dañs.

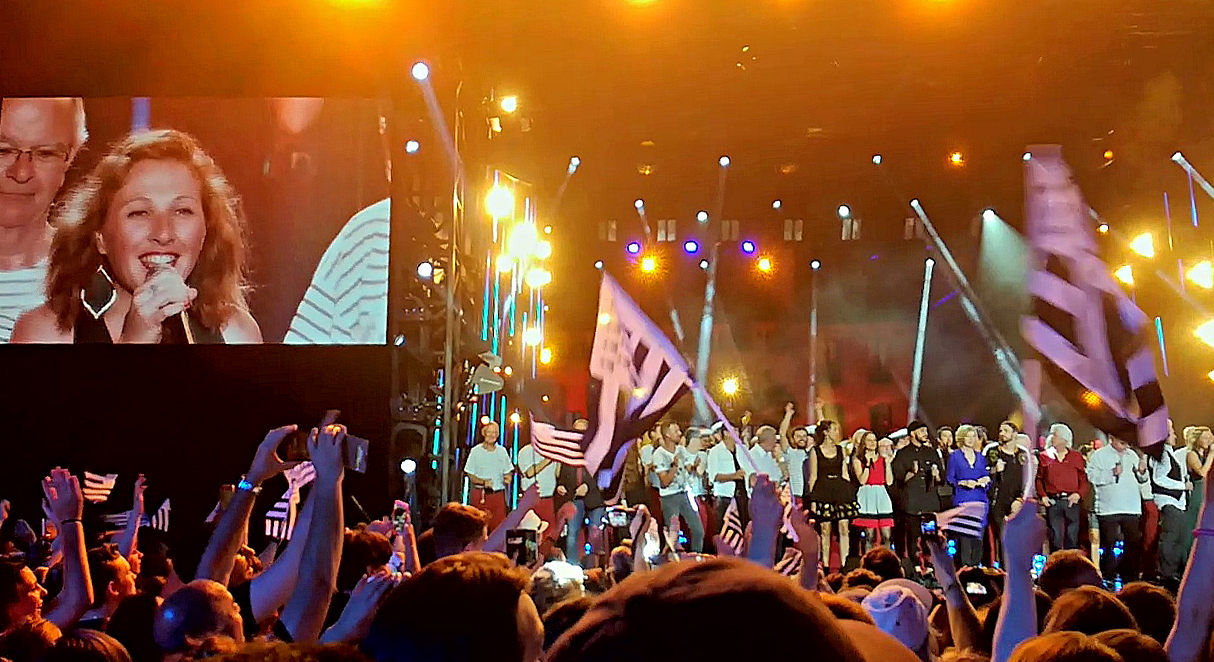
Elle chante en breton Les Copains d'abord pour l'émission du même nom.

En 2016, la chanteuse est sélectionnée pour intégrer le spectacle « La Nuit d'encontre » conçu par les paroliers Jean Fauque et Jean-François Delfour et elle participe à la création Chadenn (chaîne) du duo Le Bour/ Bodros, donnant naissance à un album en novembre.
En 2017, elle fait partie du projet Breizh eo ma bro !, enregistrant deux titres sur l'album produit par Sony Music, dont un duo avec Gilles Servat sur une chanson de Gweltaz ar Fur. Un concert réunissant les artistes de ce projet est donné à Quimper, dans le cadre  de l'émission « Les Copains d'abord en Bretagne » diffusée sur France 2.

### Autres spectacles
Avec la comédienne Maya Le Strat, elle monte des spectacles à destination des personnes âgées : en janvier 2017, elle produit Café-crêpes-gâteaux, un spectacle-chanté, en breton et français, puis elle co-écrit la pièce Au bureau des amours perdus.
En 2018, elle est la chanteuse du spectacle « Soñj de Bretagne », création des Nuits de la Bretagne réunissant différents danseurs des cercles celtiques.

## Style musical

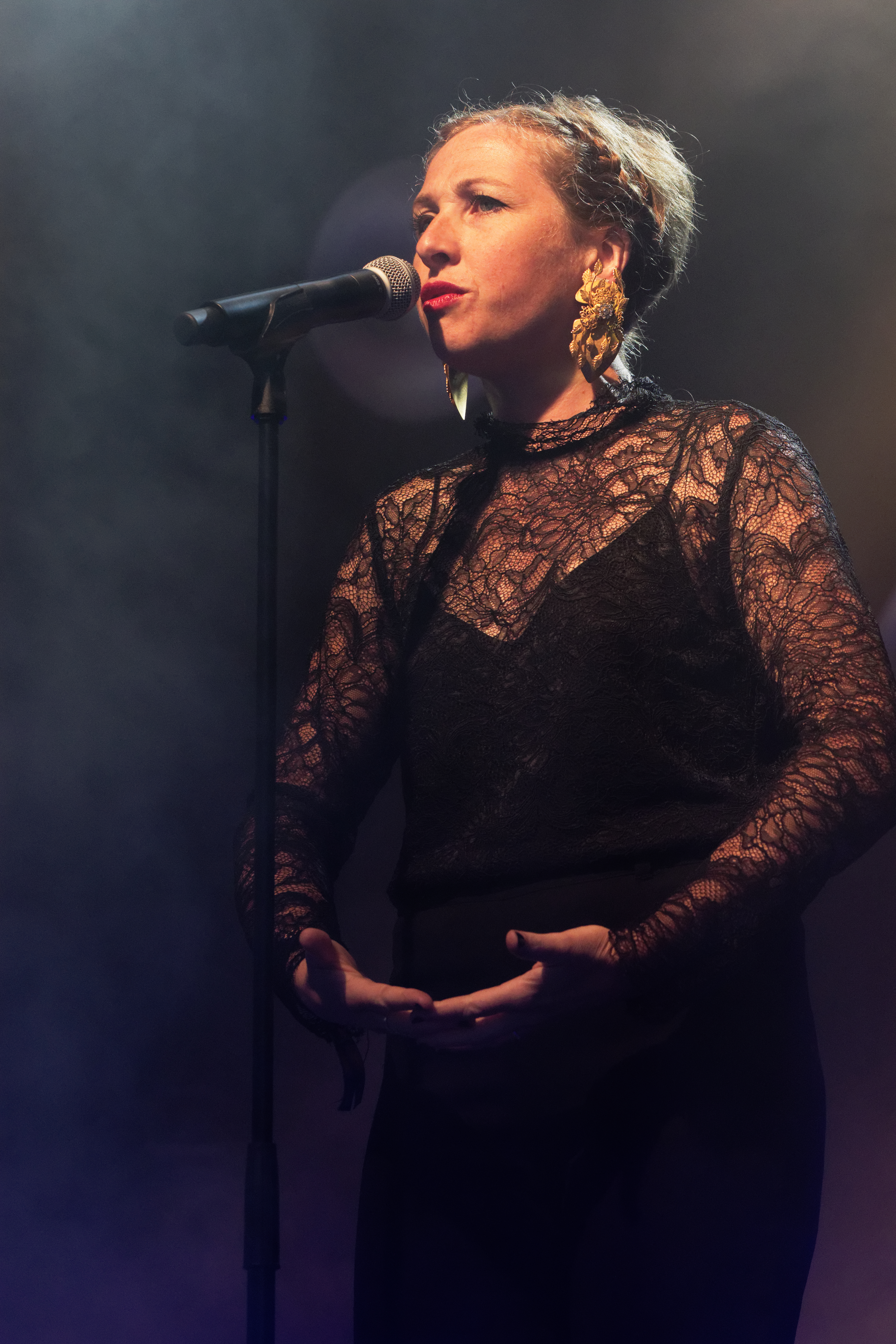
Talec Noguet Quartet au festival des Vieilles Charrues 2019

En langue bretonne, Rozenn Talec évolue dans la chanson à danser, notamment dans sa forme en kan ha diskan (chant et contrechant), ainsi que dans la chanson à écouter, dans un style poétique ou de gwerz. Ses textes sont accompagnés le plus souvent d'instruments acoustiques comme la harpe celtique et l'accordéon diatonique (qui peut aussi être électrifié avec des pédales d'effets). Au gré de ses voyages et rencontres, elle intègre de nouveaux airs et sonorités, issues par exemple d'Inde, des Balkans ou d'Amérique du Sud.
En tant qu'auteure, elle écrit des complaintes sentimentales comme War ar memes brank ou Roz' milin koad Kever'n, qui raconte la nostalgie de la jeunesse, avec des expressions bretonnes entendues quand elle était enfant en breton de Haute-Cornouaille. Tel qu'il était d'usage dans la société traditionnelle, elle écrit des textes en rapport avec l'actualité (Kreion ha paper - crayon et papier - pour l'attentat contre Charlie Hebdo) et des chansons plus militantes (Keleier Notre-Dame-des-Landes adaptée de Keleier Plogo, un texte de Storlok inspiré par la bataille de Plogoff).

## Discographie

### Albums studio
- 2011 : Marvailhoù avec Jean-Claude Talec
- 2011 : Elektridal avec la Kreiz Breizh Akademi n°3 d'Erik Marchand (Innacor/Coop Breizh)
- 2013 : Mouezh an Diaoul avec Yannig Noguet (Coop Breizh)
- 2014 : Leiz An Dorn avec Lina Bellard (Kolam Dic’hortoz/Coop Breizh)
- 2015 : Gali Galant avec Yannig Noguet (Coop Breizh)
- 2016 : Daou Don Dañs avec Bodénès Hamon Quintet (Paker Prod/Coop Breizh)
- 2016 : Chadenn avec Le Bour Bodros Quintet (Paker Prod/Coop Breizh)
- 2019 : Dindan Dilhad Dindan avec Talec-Noguet Quartet (Coop Breizh)

### Participations
- Divers enregistrements lors des éditions du Printemps de Châteauneuf (Dastum)
- 2017 : Breizh eo ma bro ! (Smart/Sony Music) en duo avec Gilles Servat et en collégiale pour Bro gozh ma zadoù
- 2017 : Lyra (Konstelacio/Coop Breizh)
- 2020 : SOÑJ L'album live du spectacle (Kenleur/Coop Breizh)

### Vidéographie
- (br + fr) Avel en o blev (Du vent dans leurs cheveux), documentaire d'Emmanuel Roy, 2016, Kalanna/France Télévisions, diffusé en mai 2017 par Bali Breizh (France 3 Bretagne) : vidéo sur YouTube
- Redanserons-nous la gavotte ?, documentaire de Philippe Gillloux, 2020, Carrément à l'Ouest, diffusé sur Tébéo, TébéSud, TVR [voir en ligne]